# 新加坡的种族
当代新加坡的种族和民族的概念结合了英国殖民时期的态度和当地反殖民运动的领导者采取的办法。从1960年代起，在新加坡对“种族”的定义几乎没有改变。 然而，新加坡对待种族的方法与其最近的邻国马来西亚很相似。华人主导了新加坡人口，接近总人口的75%。

## 历史背景
历史上，“种族”（英文：race）一词在新加坡指代多重意义上的“民族”，例如“上海人”“日本人”“锡克教徒”“亚美尼亚人”“阿拉伯人”“爪哇人”等。显然，这些群体指代很广泛，有时相互重叠，而且可以通过地理、语言、宗教和政治等各种因素来划分。 通常，普通百姓会通过这些名词来定义自己与其他人的关系，并且常常会因此构成原始的民族身份。
在20世纪初期的新加坡，当地以来自亚洲国家的移民为主的人民正赶上他们的祖先所在国家的现代思潮的影响，包括民族主义和反殖民地独立运动，以及文化和宗教方面的改革。 这些运动，尤其是发生在中国、印度和马来亚的，往往强调更广泛的大一统式的民族身份，以取代传统的种姓、部族或方言族群。 因此，“华人”、“印度人”、“马来人”对新加坡人来说成为更有意义的民族身份，超越了旧式的传统身份。
到20世纪中期，华人和印度人的民族认同的巩固可与日益增长的马来人的民族主义，以及在马来亚其伴随的对庞大的华人和印度人群体的焦虑相媲美。因此，这三种民族身份成为政治领域的首要话题，也成为人们对自我的定位的最重要的依据。 政府文件和官方统计数字也开始涉及这些新的，越来越重要的民族身份，而民族这个概念本身则沿袭了旧的叫法：“种族”（race）。
最初，某些族裔群体，通常是一些历来与其他群体保持一定距离的具有特权的少数群体，对这些新生的“种族”身份认同有所抗拒。例如，峇峇娘惹并不情愿被定义为“华人”群体的一部分，斯里兰卡泰米尔人对于“印度人”这一族群身份也是类似的态度。 然而，随着时间的推移，他们在现实中还是被赋予了“华人”或“印度人”的角色，这些古老的群体也开始融入较大的群体中。同一“种族”内的不同亚群体之间的通婚也开始变得比不同种族之间的通婚更常见得多。例如，马拉亚利人和淡米尔人通婚（两者都是“印度人”种族下的亚群体），或者福建裔和广东裔结婚（都是“华人”种族），要比华人与马来人或印度人通婚更常见，尽管跨“种族”的通婚也有一些例子。
对于华人来说，其他相似的种族，例如日本人，在新加坡会被视为一个单独的类别，算作华人、马来人、印度人以外的“其他”种族。 同样， 泰国人和菲律宾人 也以同样的方式看待，而不是算作马来人。 然而印度人本身包含很大的多样性，在新加坡，一切来自南亚国家的人群都被视作“印度人”种族，而不是“南亚种族”。

## 官方政策
新加坡人一生可以有两次更改自己的种族身份的机会：一次在21岁之前，另一次是从21岁起。 更改种族身份的人要签署一项法定声明（Statutory Declaration），说明他们要更改种族的原因，并承诺不会再次更改种族。

### 宪法规定
新加坡宪法承认马来人的特殊地位。宪法规定： (1)持续关注新加坡的少数种族和少数宗教团体的利益是政府的责任。
(2)政府应行使其功能，承认马来人的特殊地位。马来人是新加坡的土著居民，因此政府有责任保护、捍卫、支持、推动和促进马来人的政治、宗教、经济、社会和文化利益，以及马来语言。

### 选举
根据国会选举法（Parliamentary Elections Act），每个集选区必须包括一名少数种族的成员，例如马来人或印度人。 然而，如发生国会议员死亡或辞职，造成集选区成员空缺，则并不需要举行补选来填补空缺，即使该集选区内没有其他少数种族候选人或出于其他原因。
从2017年的新加坡总统选举起，如果某一种族连续五个任期内都没有成员当选总统，那么下一个任期的总统职位将由这一种族的成员担当，但如果这一种族不存在具有足够候选资格的候选人，此次总统选举将向所有种族开放，而为该种族保留的总统选举将推迟到下一届。